# Hành lang kinh tế Nam Ninh – Lạng Sơn – Hà Nội – Hải Phòng – Quảng Ninh

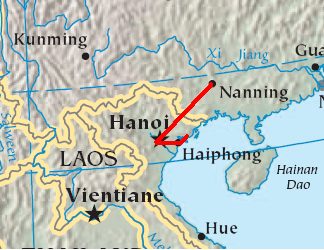
Hành lang kinh tế Nam Ninh – Lạng Sơn – Hà Nội – Hải Phòng – Quảng Ninh

Hành lang kinh tế Nam Ninh – Lạng Sơn – Hà Nội – Hải Phòng – Quảng Ninh là một bộ phận của chương trình hợp tác "hai hành lang, một vành đai" giữa Việt Nam và Trung Quốc.
Phạm vi của hành lang kinh tế này bao trùm ba thành phố của tỉnh Quảng Tây (广西 Guangxi), Trung Quốc là Nam Ninh (南宁市 Nanning Shi, thành phố cấp tỉnh), Sùng Tả (崇左市 Chongzuo Shi, thành phố cấp địa khu), Bằng Tường (凭祥市 Pingxiang Shi, thành phố trực thuộc Sùng Tả) và 8 tỉnh, thành của miền Bắc Việt Nam là Lạng Sơn, Bắc Giang, Bắc Ninh, Hà Nội, Hưng Yên, Hải Dương, Hải Phòng, Quảng Ninh.
Đây là một hành lang kinh tế lấy tuyến giao thông đường bộ và đường sắt làm trục. Tuyến đường sắt là tuyến đường sắt liên vận Nam Ninh - Hà Nội, đường sắt Hà Nội - Hải Phòng - Quảng Ninh. Còn đường bộ là tuyến đường từ Nam Ninh tới Lạng Sơn, Quốc lộ 1, quốc lộ 5, cao tốc Nội Bài - Hạ Long. Điểm cuối của hàng lang là Quảng Ninh. Tuy nhiên, theo kế hoạch cũ, điểm cuối của hành lang chỉ đến Hải Phòng. Vì thế, hành lang kinh tế này trước đây được gọi là Hành lang kinh tế Nam Ninh - Lạng Sơn - Hà Nội - Hải Phòng.